# Ribécourt-la-Tour
Ribécourt-la-Tour – miejscowość i gmina we Francji, w regionie Hauts-de-France, w departamencie Nord.
Według danych na rok 1990 gminę zamieszkiwało 415 osób, a gęstość zaludnienia wynosiła 47 osób/km² (wśród 1549 gmin regionu Nord-Pas-de-Calais Ribécourt-la-Tour plasuje się na 842. miejscu pod względem liczby ludności, natomiast pod względem powierzchni na miejscu 394.).